# 吳思顏
吳思顏（Ann Wu，1984年3月5日—），藝名Ann，舊藝名安思瑋（An Szu Wei）和安宥亭（An Yo Ting）。台灣女藝人、網拍模特兒，也是史派蘿小姐 Sparrow Girls（M.A.N Girls）成員。台灣Channel V節目《模范棒棒堂》第七代成員吳思賢（小樂）的二姊。曾上過《模棒棒堂》節目。2010年以前只擔任網拍模特兒，2010年以後開始轉型為藝人。於2016年11月18日結婚。

## 家庭
- 父（婦產科醫師）
- 母（保養品AVEDA的經理）
- 大姐 吳思謹
- 弟弟 吳思賢（藝名小樂。台灣Channel V節目《模棒棒堂》第一屆第七代成員。過渡到第二屆，繼續當「棒棒堂底迪」。現在是美妙音樂、傳奇星娛樂的旗下藝人。於2013年5月底當兵，已在2014年退伍。2014年發行首張專輯《最好的…？》，2015年以《料理高校生》成為演員。）

## 作品

### 節目主持
- TVBS歡樂台《鎖碼星聞》

### 節目錄影
- Channel V 《模范棒棒堂》
- TVBS歡樂台《女人我最大》
- 衛視中文台《麻辣天后宮》
- 三立都會台《國光幫幫忙》
- 2014年12月6日: 台視HD台  《綜藝玩很大》第十回(第19集) 日本 沖繩
- 2014年12月13日: 台視HD台  《綜藝玩很大》第十回(第20集) 日本 沖繩
- 八大綜合台《娛樂百分百》

### MV演出
- 2009年
  - 張智成《迷魂陣》
  - 潘瑋柏 feat. Akon《Be With You》

## 戲劇

### 電視劇
| 首播日期       | 播出頻道   | 劇名                 | 角色   | 合作演員               | 性質   |
| 2011年10月28日 | 中視數位台 | 《真的漢子》         | 林秀美 | 王傳一、賴雅妍、林可彤 | 女配角 |
| 2013年5月25日  | 公視主頻   | 《沒有名字的甜點店》 | 美代子 | 張榕容、劉以豪、修杰楷 | 客串   |
| 2014年3月16日  | 華視HD頻道 | 《A咖的路》          | 阿Ann  | 吳慷仁、夏于喬、雷瑟琳 | 女配角 |
| 2014年4月18日  | 華視HD頻道 | 《巷弄裡的那家書店》 | 李雅晴 | 黃鴻升、王中平、黃雅珉 | 女配角 |

## 外部連結
- 史派蘿ANN_女人軍團的新浪微博
- annwubaby的Instagram帳戶
- 吳思顏 Ann的Facebook專頁